# Naberera
Naberera è una circoscrizione mista (mixed ward) della Tanzania situata nel distretto di Simanjiro, regione del Manyara. Conta una popolazione di 19 814 abitanti (censimento 2012).